# Vesikivi
Vesikivi är en ö i Finland. Den ligger i sjön Vesijärvi och i kommunen Hollola i den ekonomiska regionen  Lahtis ekonomiska region  och landskapet Päijänne-Tavastland, i den södra delen av landet, 100 km norr om huvudstaden Helsingfors. Öns största längd är 100 meter i sydöst-nordvästlig riktning.